# 扎莫斯季亞 (馬涅維奇區)
51°27′38″N 25°31′14″E / 51.46056°N 25.52056°E
扎莫斯季亞（烏克蘭語：Замостя）是烏克蘭西部的村莊，隸屬沃倫州的卡明-卡希爾斯基區。該村面積0.65平方公里，海拔高度163米，2017年人口285，人口密度每平方公里464.72人。
prylisnenska gromada （页面存档备份，存于）